# Мадь
Мадь (кирзан) — один з видів співу з власним колом наспівів у фольклорі північних удмуртів. Вперше спів удмуртів на два види поділила фольклорист та музикознавець Марина Ходирєва.
За її визначенням мадь — це пісні із смисловими поетичними текстами. Вони не мають чіткою приуроченості, хоча окремі з них можуть використовуватись як обрядові. Даним терміном також часто називають і запозичені російські пісні, із удмуртських традицій інших місць та із офіційної удмуртської літератури.
Цей вид пісень часто використовував Верещагін Григорій Єгорович — удмуртський письменник, фольклорист та релігійний діяч.